# František Kobliha
František Kobliha (17. listopadu 1877 Praha-Bubny — 12. prosince 1962 Praha) byl český malíř, grafik a uměnovědec, představitel druhé generace českého symbolismu.

## Život
Vystudoval UMPRUM a AVU 1901–1905 u Františka Ženíška, ale jako grafik je označován za autodidakta. Od roku 1901 se jeho práce objevovaly v časopise Zlatá Praha, do povědomí vstoupil brněnskou výstavou (1910) se skupinou Sursum stal se jeho prvním předsedou. Od roku 1923 byl i členem skupiny Sdružení českých umělců grafiků Hollar, které od roku 1934 i předsedal. Vytvářel knižní a užitou grafiku.
Okouzlení nocí, inspirace dílem Karla Hlaváčka, Odilona Redona, anglických prerafaelitů jej podnítilo k práci s nejjemnějším dřevorytem. Měl nejraději poetické a literární náměty a svým dílem pozdního symbolismu došel až na práh artificialismu a surrealismu.
Sám o svém přístupu ke grafice napsal: „Celá moje práce jest tendenční s úmyslem popisovat. Je v ní mnoho literatury, životních zážitků, intimit, traktátů, hněvu i lásky. Bůh suď, co je to za slepenec; stavět by z něho nešlo!”
A oproti svým kolegům ze skupiny SURSUM se vymezil takto: „Nechtěl jsem evokovati pohádkovitost, selanku, rajské féérie a romantický optimismus slunečné chvíle dávnověku. Zůstal jsem u života syrového, útočného, nebezpečného, ale plného a odměňujícího.”
Kritický zájem o umění (eseje, referáty, kritiky) uplatnil po roce 1911 ve spolupráci s Moderní revue.

### Rodinný život
Dne 31. srpna 1904 se František Kobliha oženil se svou sestřenicí Rosalií Plzákovou, která byla starší o devět let. Klidné a harmonické manželství trvalo přes 40 let, do smrti manželky Rosalie. Dcera Jana se narodila roku 1904.

## Dílo
- grafické listy Fantazie měsíčných nocí
- 1909 – cyklus Tristan
- 1910 – cyklus ilustrací ke knihám Karla Hlaváčka Mstivá kantiléna a Pozdě k ránu
- 1911 – cyklus Žena
- 1911 – volný cyklus deseti dřevorytů k Máji Karla Hynka Máchy
- Panna a jednorožec
- Loď v bouři
- 1916 – cyklus dřevorytů Balady
- 1917 – cyklus Pohádky a legendy
- Havran
- Strom poznání – mezzotinta
- 1925 – Pokušení svatého Antonína – propojení eroticky dráždivé ženské figury s motivy rostlin.
- Apokalypsa
- Endymion – ilustrace ke sbírce básní Jiřího Karáska ze Lvovic
- Cortigiana – ilustroval novely od Miloše Martena.

Vytvořil i mnoho exlibris, celkem ve šesti souborech (litografických, dřevorytových a leptaných).

### Odborné články (výběr)
- Kubismus, Moderní revue 27, 1921, s. 373-374
- Jan Preisler, Moderní revue 28, 1922, s. 49-52
- Antonín Hudeček, Moderní revue 28, 1922, s. 123-125
- O grafice a graficích, Moderní revue 28, 1922, s. 229-236
- Max Švabinský, Moderní revue 30, 1924, s. 63-67
- Max Pirner, Moderní revue 31, 1924-25, s. 3-6
- Vojtěch Hynais, Moderní revue 31, 1924-25, s. 116
- Odilon Redon, Hollar 4, 1927-28, s. 80-90
- Henri de Toulouse-Lautrec, Hollar 4, 1927-28, s. 123-135
- Grafické dílo Jamese Ensora, Hollar 5, 1928, s. 27-35
- Jaromír Stretti-Zamponi, Hollar 5, 1928, s. 59-68
- Giambattista Piranesi, Hollar 9, 1933, s. 123-133
- Giambattista Tiepolo, Hollar 11, 1935, s. 73-85
- Karel Hlaváček, Hollar 15, 1939, s. 25-29
- Konůpkův svět myšlenek a snů, Hollar 19, 1943, č. 3, příloha

### Publikace
- Sedm statí o výtvarném umění, Praha 1929